# Oscar de Négrier

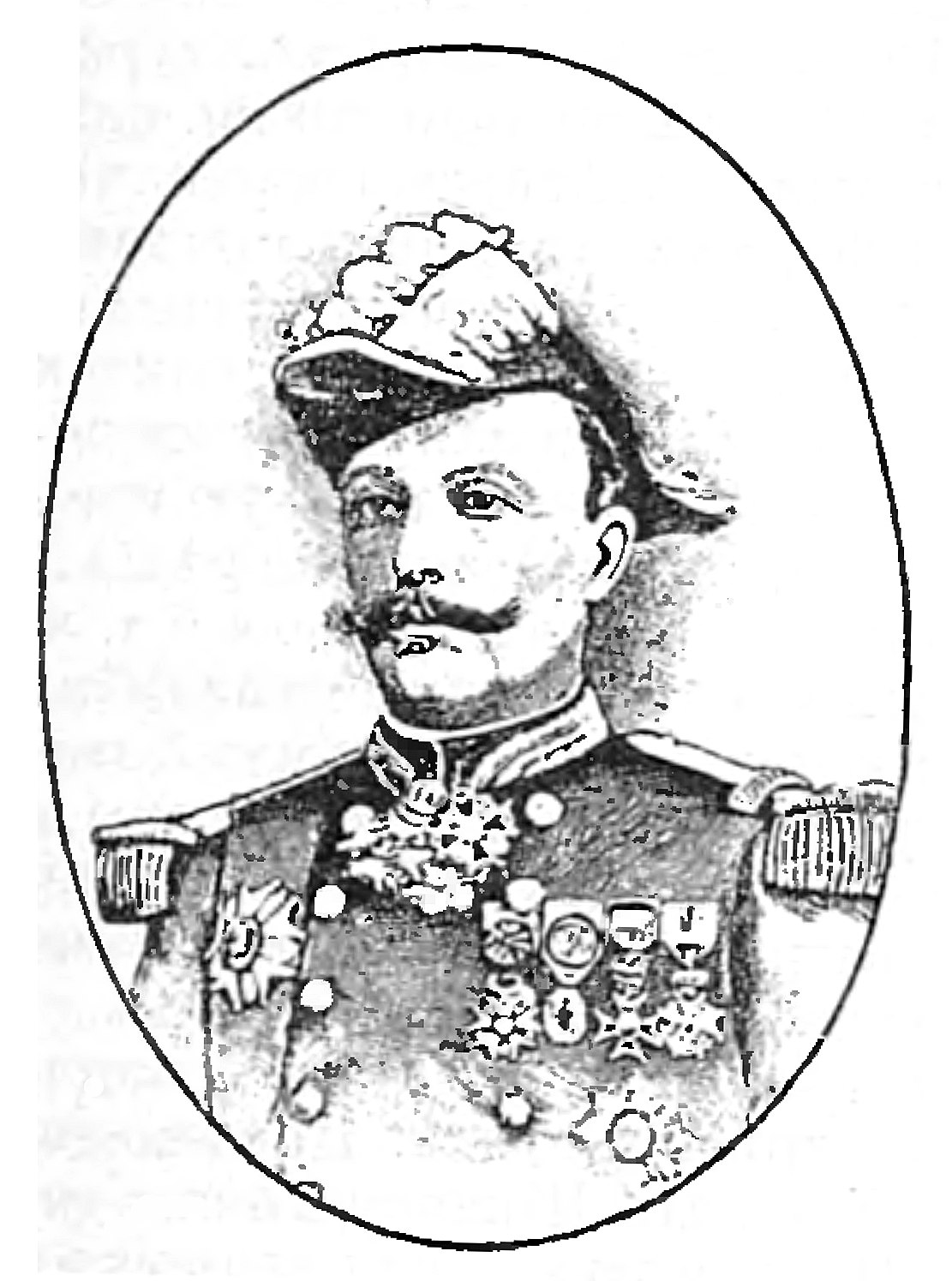
Oscar de Négrier

François Oscar de Négrier, född 2 oktober 1839, död augusti 1913, var en fransk militär.
Négrier blev överste 1879, brigadgeneral 1883 och divisionsgeneral 1886, Han utmärkte sig i fransk-tyska kriget, tjänstgjorde därefter i Algeriet, bland annat som chef för Främlingslegionen och sändes 1884 till Tongking, där hans operationer krötes med framgång och flera fasta platser erövrades men varunder han i striden vdi Lang-san 28 mars 1885 svårt sårades. Négrier återkom 1887 till Frankrike, blev 1889 armékårschef och 1894 ledamot av högsta krigsrådet.